# Monticello (New York)
Monticello település az USA New York államában, Sullivan megyében, melynek megyeszékhelye is. Lakosainak száma 7173 fő (2020. április 1.).

## Népesség
A település népességének változása:

| 2010 | 6 726 |
| 2020 | 7 173 |